# Kunzea rosea
Kunzea rosea là một loài thực vật có hoa trong Họ Đào kim nương. Loài này được (Turcz.) Govaerts mô tả khoa học đầu tiên năm 2008.